# Оверченко Дмитро Олександрович
Дмитро́ Олекса́ндрович Ове́рченко (уродж. Кужелівський, 24 січня 1989, с. Вишнопіль, Тальнівський район, Черкаська область, Українська РСР — 29 січня 2017, м. Авдіївка, Донецька область, Україна) — український військовослужбовець, солдат Збройних сил України. Загинув під час російсько-української війни.

## Життєпис
Народився 1989 року в селі Вишнопіль Тальнівського району на Черкащині. Виріс у багатодітній родині, з двома братами і двома сестрами. Родина переїхала у с. Варварівка Долинського району Кіровоградської області, але Дмитро згодом повернувся до Вишнополя, де й жив останні сім років.
З 2008 по 2009 проходив строкову службу сапером у 308-му інженерно-технічному батальйоні в Кам'янці-Подільському.
Одружившись, узяв прізвище дружини — Оверченко, через два роки розлучився, але прізвище залишив. Працював арматурником на будівництвах, їздив на будівельні об'єкти до Києва та Казахстану. Захоплювався грою у шахи.
Під час війни вступив на військову службу за контрактом і вирушив на фронт. Солдат, старший сапер 1-го механізованого батальйону 72-ї окремої механізованої бригади (в/ч А2167, м. Біла Церква).
У листопаді 2016 одна із західних знімальних груп побувала на бойовій позиції резерву під Авдіївкою, де Дмитро провів для неї екскурсію (відео).
Загинув 29 січня 2017 року від осколкового поранення під час бою з російсько-терористичними угрупованнями у промисловій зоні міста Авдіївка.
Вранці 29 січня штурмова група 1-го механізованого батальйону під командуванням капітана Андрія Кизила під час контратаки зайняла взводний опорний пункт (ВОП) противника і тримала оборону до підходу основних сил 1-го батальйону. Сапер Оверченко встановив біля нової позиції мінне загородження. Військовики відбили ворожу атаку, після чого зі сторони терористів розпочався артилерійський і мінометний обстріл. О 9:40 внаслідок прямого влучення міни калібру 120 мм в окоп загинули троє бійців штурмової групи: солдат Дмитро Оверченко, молодший сержант Володимир Бальченко і командир групи майор Андрій Кизило.
1 лютого на Майдані Незалежності в Києві сотні людей прощались із сімома воїнами 72-ї ОМБр, які 29 та 30 січня загинули в боях за Авдіївку. Того ж дня з Дмитром прощались у Тальному, 2 лютого поховали на сільському кладовищі Вишнополя.
Залишились батьки на Кіровоградщині, брати, сестри.

## Нагороди та звання
- Орден «За мужність» III ступеня — за особисту мужність і самовідданість, виявлені у захисті державного суверенітету та територіальної цілісності України, вірність військовій присязі (01.02.2017, посмертно)[5].
- Почесна відзнака «За заслуги перед Черкащиною» (посмертно).
- Пам'ятна медаль від організації «Спілка матерів миру» (посмертно).
- Згідно з рішенням сесії Тальнівської районної ради присвоєно звання «Почесний громадянин Тальнівщини» (посмертно)[6].

## Вшанування пам'яті
- 5 квітня 2017 року біля приміщення Тальнівського районного Будинку культури відбувся урочистий мітинг, присвячений відкриттю меморіальної дошки полеглому учасникові АТО Дмитру Оверченку[7].
- Вшановується в меморіальному комплексі «Зала пам'яті», в щоденному ранковому церемоніалі 29 січня[8][9].